# Łokomotyw Zaporoże
Łokomotyw Zaporoże (ukr. Футбольний клуб «Локомотив» Запоріжжя, Futbolnyj Kłub "Łokomotyw" Zaporiżżia) – ukraiński klub piłkarski z siedzibą w mieście Zaporoże.

## Historia
Chronologia nazw:
- 193?—1941: Łokomotyw Zaporoże (ukr. «Локомотив» Запоріжжя)
- 1946—1947: Bilszowyk Zaporoże (ukr. «Більшовик» Запоріжжя)
- 1948—19??: Łokomotyw Zaporoże (ukr. «Локомотив» Запоріжжя)

Drużyna piłkarska Łokomotyw Zaporoże została założona w mieście Zaporoże w 1934 roku. Zespół występował w rozgrywkach mistrzostw i Pucharu obwodu zaporoskiego. W 1938 debiutował w rozgrywkach Pucharu ZSRR. W 1938 i 1939 zdobywał mistrzostwo Ukraińskiej SRR. W 1946 pod nazwą Bilszowyk Zaporoże startował w Trzeciej Grupie, południowej strefie ukraińskiej Mistrzostw ZSRR. Najpierw zajął 1 miejsce, a potem w turnieju finałowym 4 miejsce i awansował do Drugiej Grupy, strefy ukraińskiej, w której występował do 1949 roku. W 1948 klub przywrócił nazwę Łokomotyw Zaporoże, ale w następnym sezonie zajął spadkowe, 16 miejsce i pożegnał się z rozgrywkami na szczeblu profesjonalnym. Potem kontynuował występy w rozgrywkach Mistrzostw i Pucharu obwodu, dopóki nie został rozwiązany.

## Sukcesy
- Druga Grupa, strefa ukraińska:

5 miejsce: 1948
- Puchar ZSRR:

1/16 finału: 1949
- Mistrzostwa Ukraińskiej SRR:

mistrz: 1938, 1939